# X-Men: The Hidden Years
X-Men: The Hidden Years, X-Men: Gli Anni Perduti nella traduzione italiana, è una serie di fumetti ambientato nell'Universo Marvel con gli X-Men come protagonisti.
Scritta e disegnata da John Byrne, la serie è stata pubblicata in 22 numeri dalla Marvel Comics tra dicembre 1999 e settembre 2001, con chine di Tom Palmer, colori di Gregory Wright e lettering dello stesso Byrne.

## Storia Editoriale
La serie è stata creata con l'intento di raccontare l'intervallo mancante nelle storie del gruppo originale degli anni tra il 1969 e il 1975, fino alla seconda genesi. In quegli anni infatti la serie originale era stata sospesa con il numero 66, e i numeri dal 67 al 93 contenevano solo ristampe di storie precedenti.
Di conseguenza la serie termina ricollegandosi al numero speciale Giant Size X-Men n. 1 di Len Wein e Dave Cockrum con cui ha inizio la seconda generazione del gruppo sull'isola di Krakoa. Inizialmente pensata per essere più lunga, la serie si è fermata al numero 22.
Gli Anni Perduti vede protagonisti gli X-Men originali e i loro classici antagonisti, con alcune anticipazioni di personaggi della seconda genesi, come per esempio Tempesta e Fenice.

## Edizioni italiane

### Serie: X-Men Deluxe / X-Men Revolution 68-83
La prima pubblicazione italiana degli episodi di X-Men: Gli Anni Perduti è avvenuta sulle pagine del mensile X-Men Deluxe / X-Men Revolution. In particolare, i primi 15 episodi sono stati pubblicati sui numeri dal 68 del dicembre 2000 all'83 del marzo 2002 (saltando il numero 76).

Il breve episodio introduttivo "The Hidden Year: Test To Destruction", pubblicato in origine su X-men #94 del novembre 1999, è presente su "Gli incredibili X-Men" n.124 dell'ottobre 2000.
1. Gli incredibili X-Men, ottobre 2000, contiene "Prove tecniche di distruzione", 10 pagine (The Hidden Year: Test To Destruction, novembre 1999)

La serie comparsa su X-Men Deluxe è la seguente:
1. X-Men Deluxe n.68 - X-Men Revolution n.1, dicembre 2000, contiene "Epilogo / Di nuovo nella Terra Selvaggia", 38 pagine (Epilogue / Prologue / Once More the Savage Land, dicembre 1999)
2. X-Men Deluxe n.69 - X-Men Revolution n.2, gennaio 2001, contiene "Lo spettro e le tenebre", 22 pagine ("The Ghost And The Darkness", gennaio 2000)
3. X-Men Deluxe n.70 - X-Men Revolution n.3, febbraio 2001, contiene "Sulle ali degli angeli", 22 pagine ("On Wings Of Angels", febbraio 2000)
4. X-Men Deluxe n.71 - X-Men Revolution n.4, marzo 2001, contiene "Fuga nell'oblio", 22 pagine ("Escape To Oblivion", marzo 2000)
5. X-Men Deluxe n.72 - X-Men Revolution n.5, aprile 2001, contiene "Cavalieri nella tempesta", 22 pagine ("Riders On The Storm", aprile 2000)
6. X-Men Deluxe n.73 - X-Men Revolution n.6, maggio 2001, contiene "Nascita di una dea!", 22 pagine ("Behold A Goddess Rising...!", maggio 2000)
7. X-Men Deluxe n.74 - X-Men Revolution n.7, giugno 2001, contiene "Gioco di potere", 22 pagine ("Power Play", giugno 2000)
8. X-Men Deluxe n.75 - X-Men Revolution n.8, luglio 2001, contiene "Ombre sulle stelle", 22 pagine ("Shadow On The Stars", luglio 2000)
9. X-Men Deluxe n.77 - X-Men Revolution n.10, settembre 2001, contiene "Come una fenice... nera!", 22 pagine ("Dark Destiny", agosto 2000)
10. X-Men Deluxe n.78 - X-Men Revolution n.11, ottobre 2001, contiene "Amaro rientro", 22 pagine ("Home Is Where The Hurt Is...", settembre 2000)
11. X-Men Deluxe n.79 - X-Men Revolution n.12, novembre 2001, contiene "Distruggi tutti i mutanti!", 22 pagine ("Destroy All Mutants!", ottobre 2000)
12. X-Men Deluxe n.80 - X-Men Revolution n.13, dicembre 2001, contiene "E la morte saprà il mio nome", 38 pagine ("And Death Alone Shall Know My Name", novembre 2000)
13. X-Men Deluxe n.81 - X-Men Revolution n.14, gennaio 2002, contiene "Sangue e circo", 22 pagine ("Blood And Circuses", dicembre 2000)
14. X-Men Deluxe n.82 - X-Men Revolution n.15, febbraio 2002, contiene "Ma non più simile a mio padre...", 22 pagine ("Yet No More Like My Father...", gennaio 2001)
15. X-Men Deluxe n.83 - X-Men Revolution n.16, marzo 2002, contiene "Morte, non essere orgogliosa", 22 pagine ("Death, Be Not Proud", febbraio 2001)

### Raccolte
X-Men Gli Anni Perduti (Ultimate Collection), Marvel Italia, Panini Comics, copertina flessibile, 17x26cm:
- Volume1 - In una terra selvaggia, marzo 2013, 192 pagine a colori, ISBN 8863049149

1. "Prove tecniche di distruzione", da X-Men #94 "Test To Destruction", 10 pagine, novembre 1999
2. "Epilogo / Di nuovo nella Terra Selvaggia", da X-Men: Hidden Years #1 "Epilogue / Prologue / Once More the Savage Land", 38 pagine, dicembre 1999
3. "Lo spettro e le tenebre", da X-Men: Hidden Years #2 "The Ghost And The Darkness", 22 pagine, gennaio 2000
4. "Sulle ali degli angeli", da X-Men: Hidden Years #3 "On Wings Of Angels", 22 pagine, febbraio 2000
5. "Fuga nell'oblio", da X-Men: Hidden Years #4 "Escape To Oblivion", 22 pagine, marzo 2000
6. "Cavalieri nella tempesta", da X-Men: Hidden Years #5 "Riders On The Storm", 22 pagine, aprile 2000
7. "Nascita di una dea!", da X-Men: Hidden Years #6 "Behold A Goddess Rising...!", 22 pagine, maggio 2000
8. "Gioco di potere", da X-Men: Hidden Years #7 "Power Play", 22 pagine, giugno 2000

- Volume2 - Ombre sulle stelle, maggio 2013, 208 pagine a colori, ISBN 8891200859

1. "Ombre sulle stelle", da X-Men: Hidden Years #8 "Shadow On The Stars", 22 pagine, luglio 2000
2. "Come una fenice... nera!", da X-Men: Hidden Years #9 "Dark Destiny", 22 pagine, agosto 2000
3. "Amaro rientro", da X-Men: Hidden Years #10 "Home Is Where The Hurt Is...", 22 pagine, settembre 2000
4. "Distruggi tutti i mutanti!", da X-Men: Hidden Years #11 "Destroy All Mutants!", 22 pagine, ottobre 2000
5. "E la morte saprà il mio nome", da X-Men: Hidden Years #12 "And Death Alone Shall Know My Name", 38 pagine, novembre 2000
6. "Sangue e circo", da X-Men: Hidden Years #13 "Blood And Circuses", 22 pagine, dicembre 2000
7. "Ma non più simile a mio padre...", da X-Men: Hidden Years #14 "Yet No More Like My Father...", 22 pagine, gennaio 2001
8. "Morte, non essere orgogliosa", da X-Men: Hidden Years #15 "Death, Be Not Proud", 22 pagine, febbraio 2001

- Volume3 - Fine della corsa, luglio 2013, 160 pagine a colori, ISBN 8891201693

1. "Echi di una generazione perduta", da X-Men: Hidden Years #16 "Echoes Of A Lost Generation", 22 pagine, marzo 2001
2. "Preda e predatore", da X-Men: Hidden Years #17 "Hunter And Hunted", 22 pagine, aprile 2001
3. "Promessa di un nuovo domani", da X-Men: Hidden Years #18 "Promise Of A New Tomorrow", 22 pagine, maggio 2001
4. "Promesse infrante", da X-Men: Hidden Years #19 "Broken Promises", 22 pagine, giugno 2001
5. "Mondi nei mondi", da X-Men: Hidden Years #20 "Worlds Within Worlds", 38 pagine, luglio 2001
6. "Liberate i mastini", da X-Men: Hidden Years #21 "Let loose the Dogs of War", 22 pagine, agosto 2001
7. "Amici e nemici", da X-Men: Hidden Years #22 "Friends And Enemies", 22 pagine, settembre 2001